# Stewart Menzies
Stewart Graham Menzies (ur. 30 stycznia 1890, zm. 29 maja 1968) – brytyjski wojskowy, sir, generał major, od 1939 do 1952 roku Dyrektor Generalny Tajnej Służby Wywiadowczej – MI6, szef operacji wywiadowczych Wielkiej Brytanii w czasie II wojny światowej oraz we wczesnej fazie zimnej wojny.
Podczas wojny Menzies aprobował współpracę z nowo utworzoną służbą, która zajmowała się wywiadem i sabotażem na terenie Europy, SOE, współpracował także z Résistance.

## Młodość, życie rodzinne
Stewart Graham Menzies urodził się w 1890 roku w bardzo zamożnej rodzinie jako drugi syn Johna Grahama Menziesa oraz  Susannah West Wilson. Ukończył Eton College. Zaciągnął się do armii, służąc w Gwardii Grenadierów Po zakończeniu I wojny światowej, której był weteranem, postanowił dołączyć do MI6.

## MI6
Zaraz po wojnie został członkiem delegacji konferencji pokojowej w Paryżu (1919–1920), od czego zaczęła się jego wspinaczka po stopniach kariery tej instytucji. Po śmierci Admirała Sinclara w 1939r. Menzis został mianowany na dyrektora generalnego MI6. Rozbudował on wydziały tej organizacji i nadzorował działania Alana Turinga nad rozszyfrowaniem Enigmy w trakcie II wojny światowej.

## Lata 1945-1968
Po zakończeniu II wojny światowej i przeorganizowaniu służb na potrzeby zimnej wojny, gdy na światło dzienne wyszedł fakt, że Kim Philby, oficer MI6 był szpiegiem NKWD Menzies zdecydował się złożyć dymisję. Menzies przeszedł na emeryturę w wieku 62 lat w połowie 1952 roku, zamieszkał w Luckington, Wiltshire po 43 latach nieprzerwanej służby.
Zmarł 29 maja 1968 roku.